# Monumental Island
Monumental Island (inuktitut Oomienwa) – niezamieszkana wyspa w Cieśninie Davisa, w Archipelagu Arktycznym, w regionie Qikiqtaaluk, na terytorium Nunavut, w Kanadzie. W pobliżu Monumental Island położone są wyspy: Lady Franklin Island (19,3 km), Hall Island (33,3 km), Little Hall Island (33,5 km) i Hudson Island (36,6 km).